# قوه مقننه
قوه مقننه، قوه قانون‌گذاری یا دستگاه دادگذاری (به انگلیسی: Legislature) نوعی انجمن گفت‌وگویی (مشورتی) با اختیارهای ایجاد، اصلاح و لغو قانون است. دستگاه‌های قانون‌گذار با نام‌های گوناگونی شناخته می‌شوند؛ بیشترین نام‌های به‌کار رفته‌شده پارلمان یا مجلس می‌باشد.
برای اطلاعات بیشتر دربارهٔ قوهٔ مقننه در جمهوری اسلامی ایران به مقالهٔ مجلس شورای اسلامی مراجعه کنید.

## دو رکن اصلی قوه مقننه در ایران
1. شورای نگهبان
2. مجلس شورای اسلامی